# Alex Morono
Alexander Quincy Morono, född 16 augusti 1990 i Houston, är en amerikansk MMA-utövare som sedan 2016 tävlar i organisationen Ultimate Fighting Championship.